# Sênio
Sênio é uma poesia do escritor Rodolfo Gustavo da Paixão, de 1881, feita por ocasião do aniversário de morte do escritor José de Alencar.